# Poederige kussentjeszwam
De poederige kussentjeszwam (Trichoderma pulvinatum) is een schimmel behorend tot de familie Hypocreaceae. Hij komt voor op oude vruchtlichamen van polyporen, in Nederland vooral op de buisjeslaag van de berkenzwam (Piptoporus betulinus).

## Kenmerken

### Uiterlijke kenmerken
De schimmel vormt aan de onderzijde van oude polyporen kussens die in elkaar overlopen, de zogenaamde stroma. Ze zijn meestal aanvankelijk wit, daarna lichtgeel, maar kunnen ook variëren van geeloranje tot geelbruin. Het stroma is wrattig en harig en reageert op KOH met een vage kleur van oranje of rood. De talrijke peritheciën zijn verzonken in het stroma.

### Microscopische kenmerken
De asci zijn cilindrische, enigszins verdikt aan de punt en meten (44-) 60-90 (-115) x 3,6-5,2 micrometer. De ascosporen zijn hyaliene, glad en samengedrukt cilindrisch en meten 3,5–5 x 3–3,5 micrometer.

## Ecologie
De poederige kussentjeszwam groeit op de onderzijde van oude, vaak al afgevallen vruchtlichamen van diverse polyporen. Naast de berkenzwam zijn dit vooral de roodgerande houtzwam en soorten uit het geslacht Tyromyces. Deze relatieve soortspecificiteit maakt het tot een uitzondering binnen het geslacht, waartoe ook het anamorfe geslacht Trichoderma behoort. Het groeit van zomer tot herfst en is wijdverspreid, maar wordt vaak genegeerd.

## Verspreiding
In Nederland komt de poederige kussentjeszwam algemeen voor.